# 布朗斯斯泰申 (紐約州)
布朗斯斯泰申（英語：Brown's Station）是位於美國紐約州阿爾斯特縣的非建制地區。

## 歷史
布朗斯斯泰申的郵局於1871年設立，其後於1918年停運。

## 地理
布朗斯斯泰申所處的海拔為高於海平面38米（即125英呎），而該地所採用的時區為UTC-5，即北美东部时区（EST）。同時該地設有夏令時間，為UTC-5調快一小時，即UTC-4（EDT）。